# Acer tsinglingense
Acer tsinglingense — вид квіткових рослин з родини сапіндових (Sapindaceae).

## Опис
Дерева 8–10 метрів заввишки. Кора сіро-коричнева. Гілочки стрункі; молоді світло-пурпурні, запушені; старі гілки світло-коричневі, голі. Листя опадне: ніжка 6–10 см, запушена; листкова пластинка абаксіально (низ) зеленувата й волохата чи волосиста, адаксіально темно-зелена й гола, 4–9.5 × 4–11 см, 3-, рідше 5-лопатева; частки яйцеподібні, край хвилястий або з 1 або 2 тупими зубцями, верхівка гостра; бічні частки поширюються горизонтально. Суцвіття китицеподібні, 3–5 см, тонкі, волосисті. Чашолистків 5, світло-зеленуваті, довгасті, ≈ 5 мм. Пелюсток 5, жовтувато-зелені, ≈ 7 мм. Тичинок 8. Плоди жовтуваті. Горішки неправильно опуклі, шипуваті; крило з горішком 4–4.5 × 1–1.2 см, крила розправлені прямо чи гостро. Квітне у квітні, плодить у серпні та вересні.

## Поширення
Вид є ендеміком південно-східного й північно-центрального Китаю: пд.-сх. Ганьсу, пд.-зх. Хенань, Шеньсі.
Населяє рідколісся; на висотах від 1200 до 1500 метрів.